# Маликова, Инна Юрьевна
И́нна Ю́рьевна Ма́ликова (род. 1 января 1977, Москва) — российская певица, музыкальный продюсер, театральная актриса и телеведущая. Руководительница и солистка группы «Новые Самоцветы». Заслуженная артистка России (2018).

## Биография
Родилась 1 января 1977 года в Москве. Отец — Юрий Маликов (род. 1943) — музыкант, композитор, основатель и руководитель ВИА «Самоцветы», мать — Вьюнкова Людмила Михайловна (род. 1945), в прошлом танцовщица, солистка Московского мюзик-холла, сейчас — директор концертного коллектива Дмитрия Маликова.
Обучение по классу фортепиано Маликова начала в Мерзляковской музыкальной школе при Московской государственной консерватории. В пятом классе перешла из обычной в музыкально-хореографическую школу № 1113 на Тверской улице.
В 1993 году записала первую песню «На празднике лета», которую брат Дмитрий подарил ей на 16-летие. С этой песней Маликова принимала участие в таких телевизионных проектах, как «Утренняя звезда» и «Под знаком зодиака».
Одновременно записывала новые песни с композитором Олегом Молчановым и другими авторами, вышел дебютный альбом «Кто был прав?».
После окончания школы некоторое время Маликова училась на дирижёрско-хоровом отделении музыкального училища, а также занималась вокалом в эстрадно-джазовом училище у В. Х. Хачатурова. Позднее поступила на эстрадное отделение ГИТИСа.
В отличие от брата я была не так талантлива в игре на пианино, мне не хватало усидчивости, а вот с театром отношения сложились лучше — я окончила институт на отлично. Десять лет играла в спектаклях, и если появится возможность снова вернуться на театральную сцену, буду очень счастлива.
В 2002 году Инна начала сотрудничать с агентством Liz-media Group, создала свою команду и работала с такими композиторами, как Евгений Курицын, Павел Есенин, Сергей Низовцев.
В 2005 году вышел второй альбом «Кофе и шоколад».
В 2006 году театральное агентство «Лекур» представило премьеру спектакля «Развод по-московски», где Маликова дебютировала в одной из главных ролей.
В 2006 году в честь 35-летнего юбилея ВИА «Самоцветы», Юрий и Инна Маликовы создали новый музыкальный проект «Новые Самоцветы», руководителем которого стала дочь основателя оригинального ансамбля.
В 2008 году состоялась премьера спектакля «Летучая мышь» (роль служанки Адель).
В 2009 году группа «Новые Самоцветы» выпустила первый альбом «Инна Маликова & Самоцветы NEW».
В 2010 году Маликова и Дмитрий Харатьян стали ведущими программы «Добрый вечер, Москва!» на канале «ТВ-Центр».
В 2014 году вышел второй альбом группы «Новые Самоцветы» «Вся жизнь впереди, надейся и жги».
В 2016 году коллектив «Новые Самоцветы» отметил своё 10-летие, при этом состав коллектива ни разу не менялся.
В 2018 году к своему 12-летию «Новые Самоцветы» выпустили третий альбом с символическим названием «12».
В декабре 2018 года «Новые Самоцветы» выпустили альбом «Зима». В EP вошло пять кавер-версий зимних хитов, среди которых «Белый снег», «Зима», «Синий иней», «Увезу тебя я в тундру» и «Новогодние игрушки».
15 октября 2021 года коллектив отметил 15-летний юбилей в Vegas City Hall и представил премьеру пятого альбома «Просто не верится», который включает в себя 12 композиций, среди них: «Лунная ночь», «Белый вечер», «Этот мир», «Всё пройдёт», «Просто не верится», «Я подожду» и другие.
В конце 2021 года Маликова получила право на пенсию как вокалистка, заслуженная артистка РФ по решению суда. Как пояснили в 2022 году для прессы представители Маликовой, юристы Антон Гришин и Руслан Кожевников, после негативного общественного резонанса артистка решила отказаться от получения досрочной пенсии и претендовать на неё на общих основаниях с остальными гражданами России.

### Образование
- Мерзляковская музыкальная школа (скрипка и фортепиано)[24]
- Средняя школа № 1113 с музыкально-хореографическим уклоном
- Музыкальное училище (дирижёрско-хоровое отделение)
- ГИТИС

## Дискография
- 2000 — «Кто был прав?»
- 2005 — «Кофе и шоколад»
- 2009 — «Инна Маликова & Самоцветы New»
- 2014 — «Вся жизнь впереди»
- 2018 — «12»
- 2018 — «Зима»
- 2021 — «Просто не верится»

## Клипы
- 1995 — «Я не хочу серьёзной быть»
- 2000 — «Кто был прав?»
- 2002 — «Все, что было»
- 2004 — «Кофе и шоколад»
- 2012 — «Помнишь Modern Talking»
- 2014 — «Вся жизнь впереди»
- 2015 — «Мир не прост»
- 2016 — «Сердце не камень»
- 2018 — «Склеим»
- 2019 — «Лунная ночь»
- 2023 — «Отражение в воде»

## Театр
- Театральное агентство «Лекур». Режиссёр: Римма Соколова[25].
- «Летучая мышь». Театральное агентство «Лекур»[26]. Режиссёр: Рената Сотириади.

## Семья
Отец — Юрий Фёдорович Маликов (род. 6 июля 1943) — музыкант и композитор, основатель и руководитель ВИА «Самоцветы».
Мать — Людмила Михайловна Вьюнкова (род. 2 апреля 1945) — танцовщица, солистка Московского мюзик-холла, с 1984 года по начало 1990-х — солистка «Самоцветов».
Старший брат — композитор и певец Дмитрий Юрьевич Маликов (род. 29 января 1970).
Бывший муж (до 2011 года) — бизнесмен Владимир Анатольевич Антоничук (род. 1971).
Сын — Дмитрий Маликов (род. 26 января 1999) — учился во Франции в высшей школе гастрономии, потом в Швейцарии, в Женеве на факультете менеджмента и управления.
Внучка родилась в декабре 2018.